# Chrysobothris verdigripennis
Chrysobothris verdigripennis es una especie de escarabajo del género Chrysobothris, familia Buprestidae. Fue descrita científicamente por Frost en 1910.
Mide entre 12-16 mm.